# 斯韦特兰娜·奥西波娃
斯韦特兰娜·奥西波娃（Svetlana Osipova，2000年5月3日—），乌兹别克斯坦女子跆拳道运动员，曾在2022年和2023年世界跆拳道锦标赛的女子73公斤以上级项目下分别拿下冠军和亚军。她还在土耳其科尼亚举行的2021年伊斯兰团结运动会的女子73公斤以上级项目上拿下金牌。